# Jürgen Bause

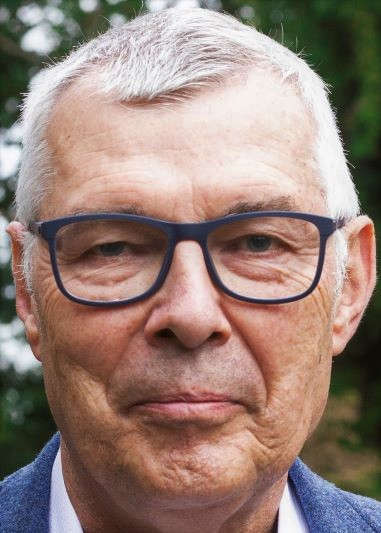
Jürgen Bause (2019)

Jürgen Bause (* 1950 in Münster, Westfalen) ist ein deutscher Fachschriftsteller und Journalist aus dem Gesundheitsbereich.

## Leben
Bause ist Mitherausgeber und Autor des Lehrbuches für den Rettungsdienst Der Rettungssanitäter. Es ist seit 1978 in vier Auflagen und überarbeiteten Versionen im Hippokrates Verlag Stuttgart erschienen und ist ein Standardwerk für die Ausbildung des Personals im Rettungsdienst. Er ist seit 1985 als selbstständiger Medizinjournalist für die medizinische Fach- und Publikumspresse tätig. Mit dem Medizin-Nachrichtendienst betreut Bause als Redakteur einen Nachrichtendienst für die pharmazeutische und medizintechnische Industrie. Bause schrieb über 300 Veröffentlichungen in verschiedenen medizinischen Fachmedien und zahlreiche Patientenbroschüren.

## Werke
- Bücher:

- Jürgen Bause, Hilmar Herbst: Der Rettungssanitäter. Ein Leitfaden. Hippokrates-Verlag, Stuttgart 1978, ISBN 3-7773-0549-9. Neu unter dem Titel Handbuch Rettungssanitäter. Rettungsassistent. Ein Leitfaden für Ausbildung und Praxis. 5. überarbeitete und erweiterte Auflage, Hippokrates-Verlag, Stuttgart 2000, ISBN 3-7773-1424-2.

Klaus Witzer: FMT-Fachwissen Medizin-Technik, Folge 7. MTD Verlag, Amtzell 1991, ISBN 3-924904-09-X. Beiträge von Jürgen Bause: Rettungsdienst-notfallmedizinische Maßnahmen und Sterilisation.
- Gesundheit aus den Bergen Asiens. Wissenschaftsverlag Ulm (Wissenschaftsverlag Ulm), Griesingen 2007, ISBN 3-9811471-0-3. 2. überarbeitete Auflage, (Wissenschaftsverlag Ulm) Griesingen 2015, ISBN 978-3-9811471-4-8

- Veröffentlichungen in Fachmedien des Gesundheitsbereichs (Auswahl):

- Jürgen Bause: Leben mit der Hörschwäche. Ohne technische Hilfe geht es nicht. Fachaufsatz auf netdoktor.de, Aktualisierungsstand: Oktober 2000.
- Anette Brecht-Fischer, Jürgen Bause: Mammakarzinom. Schonend für Brustkrebspatientin und das Klinik-Budget. Intraoperatives Bestrahlungssystem bietet Vorteile für Patient und Krankenhaus. Fachbericht, in: Management & Krankenhaus, Heft 11/2005, S. 20, GIT-Verlag, Darmstadt.
- Jürgen Bause: Bestrahlungstherapie. Intraoperative Bestrahlungstherapie bei Mammakarzinom. Fachinterview u. -bericht, auf medfuehrer.de, Aktualisierungsstand: März 2007.